# جاله كاظمي
جاله كاظمي (بالفارسية: ژاله کاظمی) (1944-2003)؛ منتجة تلفزيونية إيرانية شهيرة ومذيعة أخبار ورسامة. كما عملت أيضًا ممثلة صوتية للأفلام المدبلجة الفارسية في السينما الإيرانية.